# Gold's Gym
Gold's Gym International, Inc. è una catena internazionale di fitness originariamente avviata da Joe Gold a Venice Beach, in California. Nel 2011 Gold's Gym sosteneva di essere la più grande catena di palestre nel mondo, con più di 700 palestre e 3 milioni di iscritti in 25 nazioni. Dal 2020 è un marchio della multinazionale tedesca RSG Group.

## Storia

Una palestra a Round Rock, in Texas

Joe Gold aprì la prima Gold's Gym nell'agosto del 1965, a Venice Beach, in California, molto prima che esistesse il moderno centro benessere. Dotato di attrezzature fatte in casa e soprannominato "La Mecca del bodybuilding", è stato frequentato da Arnold Schwarzenegger e Dave Draper e presentato nel docu-drama Uomo d'acciaio (1977), che ha attirato l'attenzione non solo sulla palestra ma anche sul bodybuilding e fisico in generale. Fino ad oggi la Gold's Gym è considerata un punto di riferimento nella cultura del bodybuilding raggiungendo lo status di cult.
Nel 1970, Gold vendette la palestra in fallimento in quel momento a Bud Danits, un antiquario, e Dave Saxe, un gioielliere. Gestirono la palestra per quasi due anni fino a quando si resero conto che non era possibile mantenerla. La offrirono a un membro della palestra, Ken Sprague, che la acquistò alla fine del 1971 e la Gold's fu salvata come palestra. Sprague è stato il primo proprietario della Gold's a sponsorizzare e organizzare gare di bodybuilding, le sue capacità promozionali e i contatti con l'industria cinematografica che hanno contribuito a costruire il profilo della struttura.

### Pumping Iron
Dopo l'uscita del film nel 1977, e con il 1977 Mr. America concorso e Mr. America tenutasi a Santa Monica, promosso e concepito da Sprague, il profilo della palestra è cresciuta a dismisura. Quell'anno Mr. America ebbe più richieste di stampa rispetto agli Academy Awards del 1977. Nel 1979, quando Sprague vendette la Gold's Gym, la palestra era la più famosa al mondo.
Dal 1979 al 1999, la Gold's Gym è stata di proprietà di Peter Grymkowski (un campione del mondo di bodybuilding) e dei suoi partner. Dopo due anni di proprietà, si sono trasferiti dalla struttura di 5500 piedi quadrati a un edificio di 60.000 piedi quadrati per un periodo di sei anni. Il fratello di Grymkowski divenne il direttore delle licenze, il che contribuì a portare il nome Gold's Gym in tutto il mondo. La società è stata una delle prime nel settore della salute e del fitness in franchising, a partire dal 1980.
L'azienda concede in licenza il proprio nome a prodotti come attrezzature per il fitness e abbigliamento. L'originale logo Gold's Gym, un sollevatore di pesi calvo con in mano un bilanciere, è stato progettato nel 1973 dal wrestler professionista Ric Drasin, che è stato il compagno di allenamento di Schwarzenegger per quattro anni. Notevoli utenti di Gold's Gym hanno incluso celebrità come Jessica Alba, Jodie Foster, Morgan Freeman, Dwayne Johnson, Jim Morrison, Keanu Reeves, Hilary Swank e Tiger Woods, tra molti altri. L'originale Gold's Gym di Venice Beach è considerata un punto di riferimento sportivo da ESPN ed è nominata nella sua lista dei 100 più importanti impianti sportivi.

## Informazioni aziendali

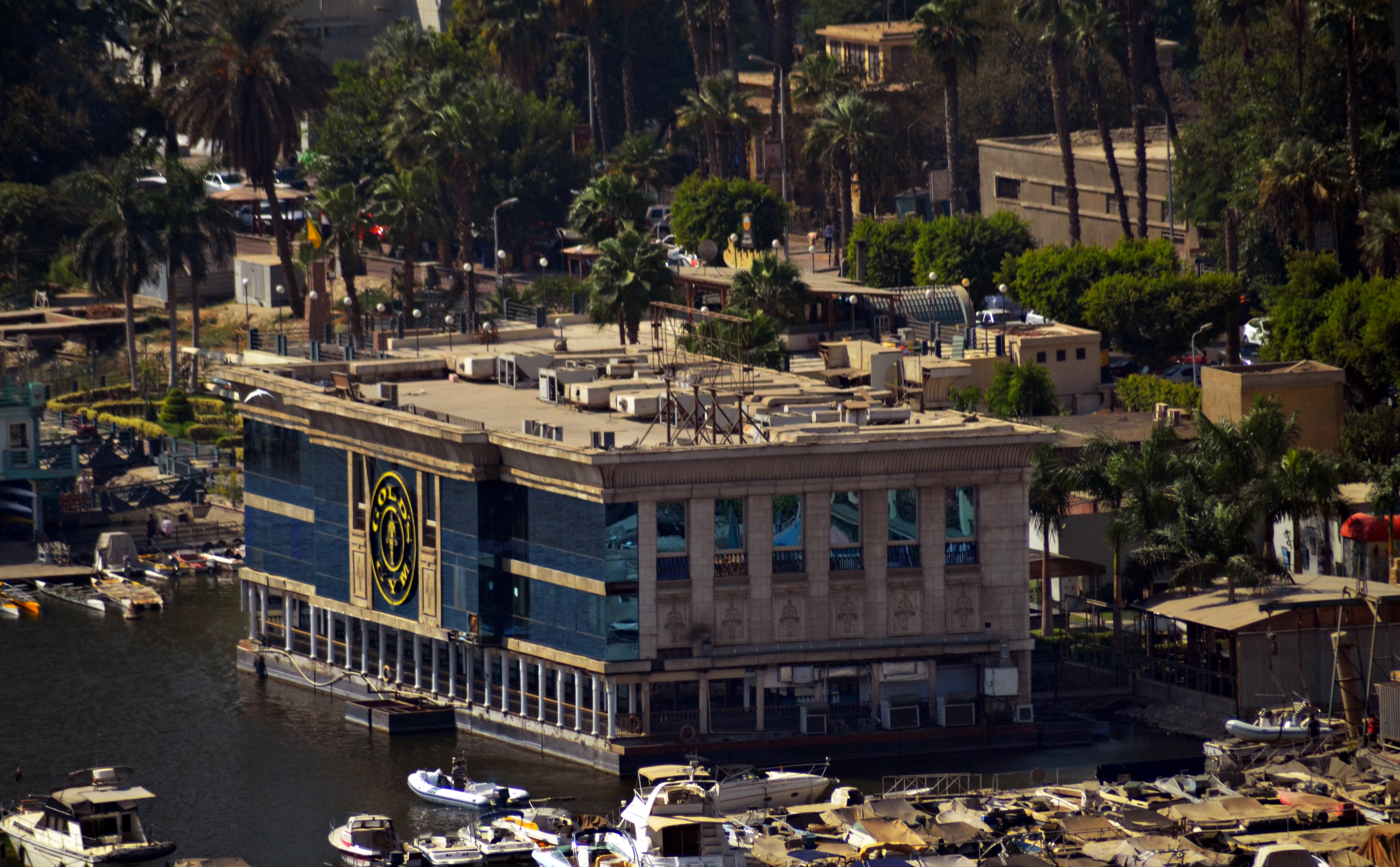
La Gold's Gym a Doqqi, Giza

Nel 1999 Gold's Gym venne rilevata per $50 milioni dalla società private equity Brockway Moran & Partners, che cinque anni dopo la rivendette a TRT Holdings di Robert Rowling per circa $158 milioni.. La sede centrale si trova nell'area metropolitana di Dallas.
Da quando Gold's Gym ha aperto la sua prima sede internazionale in Canada nel 1985, la società ha ampliato il suo programma di franchising globale per includere quasi 180 palestre internazionali, in paesi quali Russia, India, Australia, Costa Rica, Giappone, Giordania Regno Unito, Paesi Bassi, Germania, Egitto, Arabia Saudita, Messico, Perù, Indonesia, Spagna, Polonia, Venezuela, Mongolia e Filippine.
Nel 2020 Gold's Gym, in difficoltà a causa della pandemia di COVID-19, è stata rilevata da RSG Group, che ne ha accelerato il radicamento in Europa.

### Programma di benessere aziendale
Gold's Gym gestisce programmi di benessere aziendale per i dipendenti di oltre 3000 imprese, quali Home Depot, Bank of America, Whataburger e Union Pacific.

## Gold's Gym Challenge
Ogni anno la Gold's Gym organizza la Gold's Gym Challenge, una gara di trasformazione del corpo di 12 settimane a disposizione dei membri. A gennaio, i partecipanti iniziano il loro percorso di sfida con misure iniziali e fotografie. Dodici settimane dopo vengono prese le misure e le fotografie finali per documentare i risultati. Ogni Gold's Gym partecipante sceglie i suoi vincitori locali che possono quindi beneficiare del montepremi nazionale.
Le vincitrici della Gold's Gym Challenge sono state presenti in molte pubblicazioni tra cui PopSugar, Atlanta Journal-Constitution e Women's Health.

## Critiche

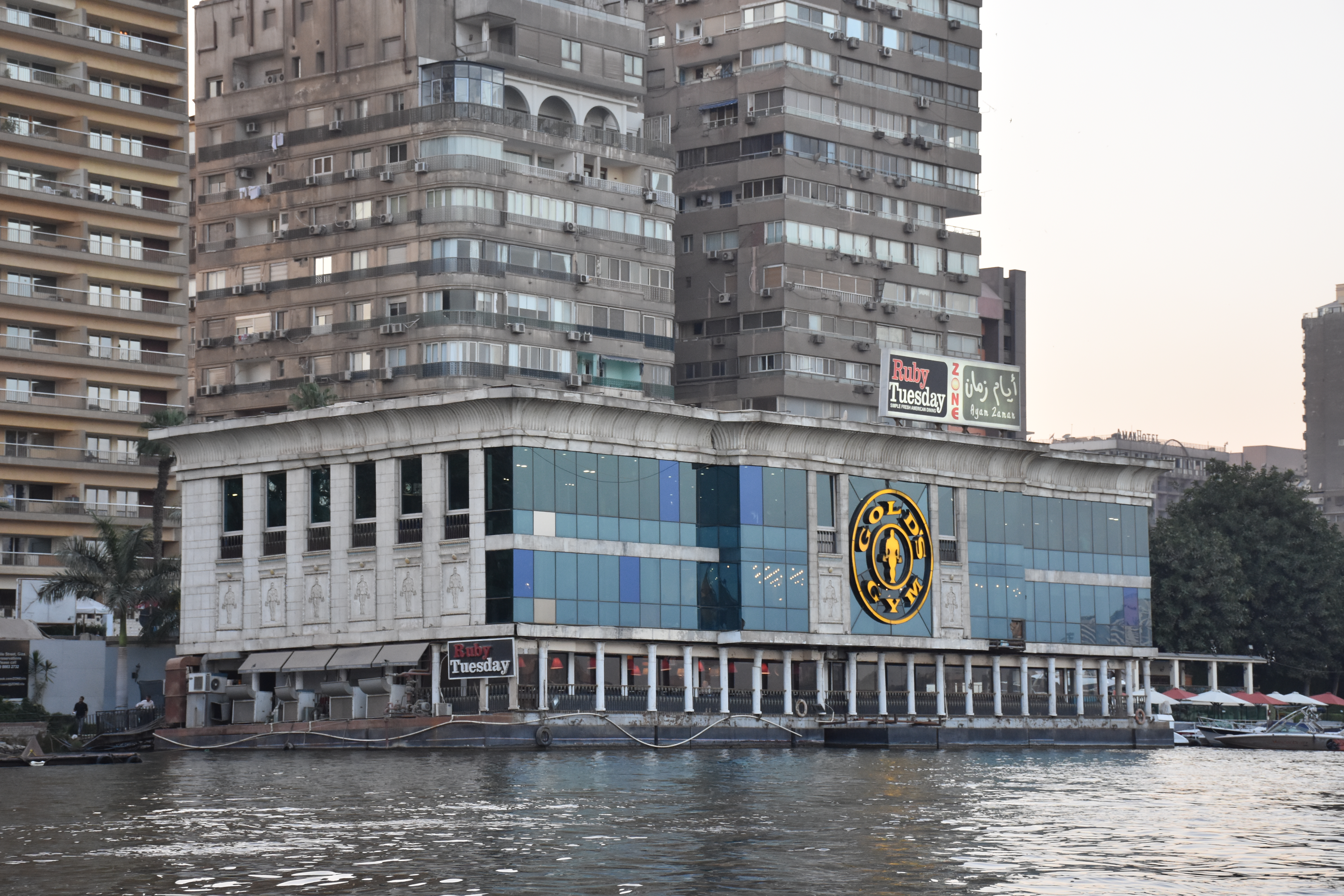
La Gold's Gym al Cairo

Alcuni clienti hanno accusato il franchise Gold's Gym di non aver onorato determinate offerte pubblicitarie, nonché di irregolarità di fatturazione, di alterazioni arbitrarie dei termini di contratto dopo la firma e di problemi con l'annullamento dei conti o il trasferimento degli abbonamenti. Il centro Gold's Gym di Provo, Utah, fu citato in giudizio per frode nel 2006, proprio con l'accusa di aver modificato un contratto dopo la sua firma nel 1999.
Un'accusa analoga venne formulata il 10 febbraio 2017: Paramount Acceptance (società che si occupava della fatturazione per alcune delle palestre del gruppo) e VASA Fitness (titolare di alcune palestre in franchising) furono citate in giudizio in una class action dei clienti, contestando loro illeciti quali falsa dichiarazione, violazioni del Telephone Consumer Protection Act e violazioni dello Utah Consumer Sales Practices Act (una legge statale a tutela dei consumatori in vigore nello Utah). Gold's Gym vinse la causa, ma le fu negato il rimborso delle spese legali.